# 奧頓維爾 (密歇根州)
奧頓維爾（英語：Ortonville）是位於美國密歇根州奧克蘭縣布蘭登鎮區的一個村。

## 人口
根據2020年美國人口普查的數據，奧頓維爾的面積為2.50平方千米，當中陸地面積為2.50平方千米，而水域面積為0.00平方千米。當地共有人口1376人，而人口密度為每平方千米550人。